# Liste der Baudenkmäler in Witzmannsberg

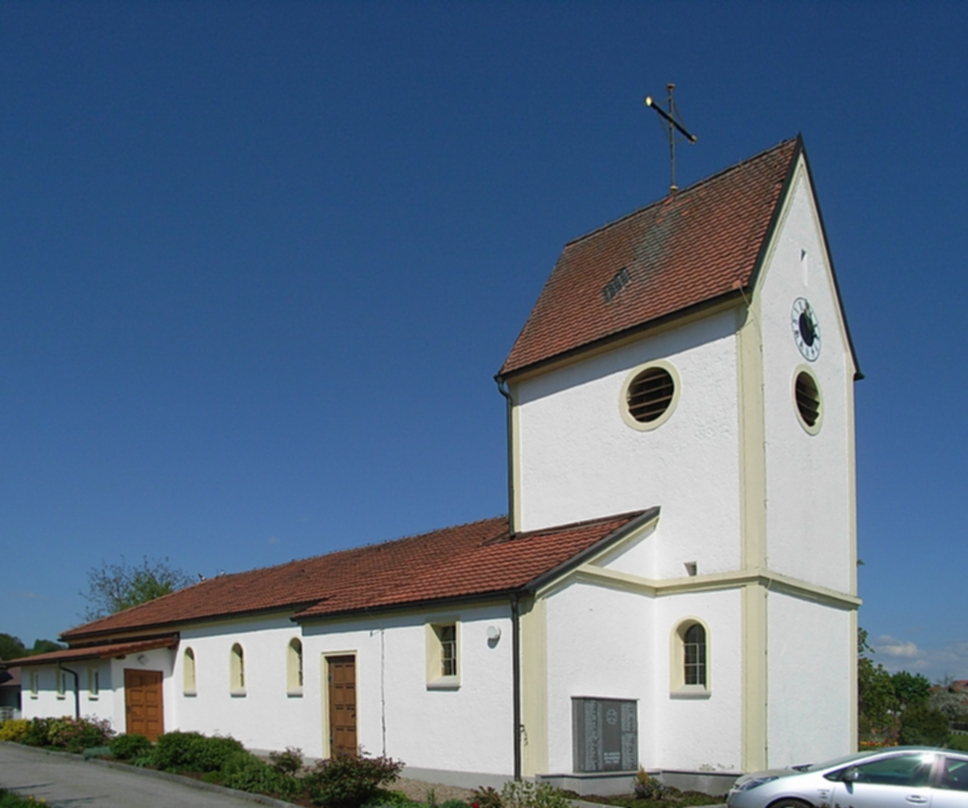
Kirche in Enzersdorf

Auf dieser Seite sind die Baudenkmäler in der niederbayerischen Gemeinde Witzmannsberg zusammengestellt. Diese Tabelle ist eine Teilliste der Liste der Baudenkmäler in Bayern. Grundlage ist die Bayerische Denkmalliste, die auf Basis des Bayerischen Denkmalschutzgesetzes vom 1. Oktober 1973 erstmals erstellt wurde und seither durch das Bayerische Landesamt für Denkmalpflege geführt wird. Die folgenden Angaben ersetzen nicht die rechtsverbindliche Auskunft der Denkmalschutzbehörde.

## Baudenkmäler nach Ortsteilen

### Witzmannsberg
| Lage                                 | Objekt                                     | Beschreibung                                                                                                 | Akten-Nr.    | Bild                                       |
| ------------------------------------ | ------------------------------------------ | --- | ------------ | ------------------------------------------ |
| Grafenring 25 (Standort)             | Bauinschrift des abgegangenen Schlosses    | Mit Doppelwappen Maria Anna Theresia von Edlweck und Johann Joseph Ignatius von Traun, bezeichnet mit 1688   | D-2-75-160-1 | BW                                         |
| Kapellenweg 3, Bründlfeld (Standort) | Katholische Wallfahrtskapelle Maria Bründl | polygonal schließender Steildachbau mit Dachreiter, 1704; mit Ausstattung, (daneben Quelle mit Steinfassung) | D-2-75-160-2 | Katholische Wallfahrtskapelle Maria Bründl |

### Enzersdorf
| Lage                     | Objekt                       | Beschreibung | Akten-Nr.    | Bild                         |
| ------------------------ | ---------------------------- | --- | ------------ | ---------------------------- |
| Enzersdorf 4 (Standort)  | Zugehöriger Traidkasten      | Traufständiger Obergeschoss-Blockbau mit Flachsatteldach, Anfang 19. Jahrhundert                                                                                 | D-2-75-160-3 | BW                           |
| Enzersdorf 13 (Standort) | Katholische Kirche Herz-Jesu | Saalbau mit östlichem Chorturm, 1952; mit älterer Ausstattung des Vorgängerbaus (Anmerkung: Nicht nachqualifiziert, im Bayerischen Denkmal-Atlas nicht kartiert) | D-2-75-160-5 | Katholische Kirche Herz-Jesu |

### Eppendorf
| Lage                   | Objekt                               | Beschreibung | Akten-Nr.    | Bild |
| ---------------------- | ------------------------------------ | --- | ------------ | ---- |
| Eppendorf 1 (Standort) | Zugehöriger geständerter Traidkasten | Mit Satteldach und Traufschrot, 1. Drittel 19. Jahrhundert, später aufgesteilt und erweitert                                            | D-2-75-160-6 | BW   |
| Eppendorf 1 (Standort) | Hofkapelle                           | Quadratischer Bau mit Schindelwalmdach und korbbogigem Eingang, 1. Hälfte 19. Jahrhundert                                               | D-2-75-160-8 | BW   |
| Eppendorf 3 (Standort) | Flachdachhaus                        | Massiv, mit seitlichem Schrot, profilierten Pfettenköpfen und kleinen, hausteingerahmten Fenstern, um 1820/40; zugehörig zu Vierseithof | D-2-75-160-7 | BW   |

### Hof
| Lage              | Objekt                | Beschreibung                                                                                        | Akten-Nr.    | Bild |
| ----------------- | --------------------- | --------------------------------------------------------------------------------------------------- | ------------ | ---- |
| In Hof (Standort) | Dorfkapelle Herz-Jesu | Giebelständiger Saalbau mit eingezogener halbrunder Apsis, 1912/13; mit Ausstattung; bei Haus Nr. 2 | D-2-75-160-9 | BW   |

### Kafering
| Lage                  | Objekt  | Beschreibung                                       | Akten-Nr.     | Bild |
| --------------------- | ------- | -------------------------------------------------- | ------------- | ---- |
| Kafering 8 (Standort) | Kapelle | Verbretterter Ständerbau, um 1900; mit Ausstattung | D-2-75-160-10 | BW   |

### Kriestorf
| Lage                   | Objekt                   | Beschreibung                                                                  | Akten-Nr.     | Bild |
| ---------------------- | ------------------------ | ----------------------------------------------------------------------------- | ------------- | ---- |
| Kriestorf 6 (Standort) | Zugehöriges Ausnahmshaus | Giebelständiger Bruchsteinbau mit Flachsatteldach, 2. Viertel 19. Jahrhundert | D-2-75-160-11 | BW   |

### Lueg
| Lage              | Objekt      | Beschreibung | Akten-Nr.     | Bild |
| ----------------- | ----------- | --- | ------------- | ---- |
| Lueg 1 (Standort) | Dorfkapelle | Giebelständiger Satteldachbau mit eingezogener halbrunder Apsis, verschindeltem Glockendachreiter und Putzrahmung, 1906; mit Ausstattung | D-2-75-160-12 | BW   |

### Spitzendorf
| Lage                      | Objekt                                        | Beschreibung                                                                               | Akten-Nr.     | Bild |
| ------------------------- | --------------------------------------------- | ------------------------------------------------------------------------------------------ | ------------- | ---- |
| Spitzendorf 10 (Standort) | Zugehöriger Traidkasten neben der Hofeinfahrt | Verschalter Ständerbau mit Blockbau-Riegel und Bruchstein-Erdgeschoss, 18./19. Jahrhundert | D-2-75-160-16 | BW   |

## Ehemalige Baudenkmäler
In diesem Abschnitt sind Objekte aufgeführt, die früher einmal in der Denkmalliste eingetragen waren, jetzt aber nicht mehr. Objekte, die in anderem Zusammenhang also z. B. als Teil eines Baudenkmals weiter eingetragen sind, sollen hier nicht aufgeführt werden. Aktennummern in diesem Abschnitt sind ehemalige, jetzt nicht mehr gültige Aktennummern.

| Lage                                 | Objekt                  | Beschreibung                                            | Akten-Nr.            | Bild |
| ------------------------------------ | ----------------------- | ------------------------------------------------------- | -------------------- | ---- |
| Enzersdorf Haus Nummer 10 (Standort) | Zugehöriger Traidkasten | 1. Drittel 19. Jahrhundert                              | nicht mehr vorhanden | BW   |
| Niederham Haus Nummer 1 (Standort)   | Steinerner Türsturz     | Über Haustür, bezeichnet mit 1823                       | nicht mehr vorhanden | BW   |
| Niederham Haus Nummer 2 (Standort)   | Aufgedoppelte Haustür   | Mitte 19. Jahrhundert                                   | nicht mehr vorhanden | BW   |
| Niederham Haus Nummer 3 (Standort)   | Steinerner Haustürsturz | Bezeichnet mit 1862 Aufgedoppelte Haustür, gleichzeitig | nicht mehr vorhanden | BW   |